# Stefan May
Stefan May (* 28. Dezember 1956 in Regensburg) ist ein deutscher Volkswirt und Experte für internationale Finanzmärkte sowie für Anlageberatung.

## Leben
May studierte an der Universität Regensburg Volkswirtschaftslehre und promovierte 1989 über ein geldtheoretisches Thema. Zugleich war er während seiner Promotionsphase wissenschaftlicher Lehrassistent am dortigen Institut für Volkswirtschaftslehre einschließlich Ökonometrie. Nach seiner Promotion wechselte er zur neu gegründeten Hypo Capital Management, einer Tochtergesellschaft des damaligen Hypo-Konzerns. Dort war er als Finanzmarktanalyst, Investmentstratege und Portfoliomanager beschäftigt, bis er anschließend als Direktor und Leiter Portfoliomanagement und Vermögensverwaltung zur Hypo Bank International in Luxemburg wechselte.
Seit 1996 ist er Professor für Banken, Finanzmarktanalyse und Portfoliomanagement an der damals neu gegründeten Hochschule für angewandte Wissenschaften in Ingolstadt. Zwischenzeitlich war May Vizepräsident der Hochschule, anschließend Studiendekan des Fachbereiches Wirtschaft und wurde zum Vorsitzenden der Prüfungskommission der Fakultät ernannt. Ein mehrmonatiger Lehr- und Forschungsaufenthalt im Rahmen eines Professoren-Austauschprogramms an zwei Partnerhochschulen in Indien, der Goa University sowie des Goa Institute of Management, rundet seine Tätigkeit als Hochschullehrer ab.

## Leistungen
Im Jahr 1997 gründete er die ikf-Institut GmbH, ein Unternehmen, das sich als Dienstleister für den Finanzdienstleistungssektor versteht. Als wissenschaftlicher Leiter von ikf sowie als Hochschullehrer ist May als Referent, Fachtrainer und Consultant für Bankvorstände und leitende Mitarbeiter für Themen rund um die Finanzmärkte tätig. Als Konsequenz aus der Finanzmarktkrise gilt sein besonderes Interesse der Frage, wie im sogenannten Breitengeschäft eine qualitativ hochwertige Anlageberatung mit der Notwendigkeit von ausreichenden Provisionserlösen in Einklang gebracht werden kann. Hierzu hat er ein Wertpapier-Vertriebskonzept entwickelt.